# Mario López Chávarri
Mario Juvenal López Chávarri (Lima, 7 de marzo de 1962) es un diplomático peruano. Fue ministro de Relaciones Exteriores del Perú durante el gobierno de Martín Vizcarra desde el 15 de julio hasta el 10 de noviembre de 2020.

## Biografía
Titulado en la Pontificia Universidad Católica del Perú (PUCP) como Licenciado en Letras, realizó estudios de Derecho en la PUCP, así como en la Academia Diplomática del Perú, obteniendo el título de Diplomático de Carrera y Licenciado en Relaciones Internacionales. Siguió estudios de Postgrado en Políticas Públicas en la Facultad Latinoamericana de Ciencias Sociales de Argentina y de Maestría en Defensa Nacional en la Escuela de Defensa Nacional de Argentina.
Ingresó al Servicio Diplomático del Perú en 1986, y se ha desempeñado en cargos diplomáticos en España, Suiza, Santa Sede, Ecuador, Argentina, Venezuela, Surinam, Guyana y Panamá. 
Al 2020, antes de jurar como titular del Ministerio de Relaciones Exteriores del Perú, se desempeñó como director general para Asuntos Económicos.

## Cargos desempeñados
Ha ejercido diversos cargos en el Perú y en el exterior destacando los siguientes:

### Lima
- Funcionario del Gabinete del Secretario General de Relaciones Exteriores (1986-1988).
- Funcionario de la Oficina Técnica de Integración del Viceministerio de Economía Internacional (1993-1995).
- Director del Capítulo Peruano del Plan Binacional de Desarrollo de la Región Fronteriza Perú-Ecuador (2001-2004).
- Director general de Relaciones Internacionales del Ministerio de Defensa (2011-2013).
- Director general para Asuntos Económicos del Ministerio de Relaciones Exteriores (2019-2020)

### Exterior
- Vicecónsul del Perú en Barcelona, España (1988-1990).
- Tercer Secretario/Segundo Secretario de la Representación Permanente del Perú ante los Organismos Internacionales con sede en Ginebra, Suiza (1990-1993).
- Primer Secretario/Consejero de la Embajada del Perú ante la Santa Sede (1996-1999).
- Consejero de la Embajada del Perú en Ecuador (1999-2001).
- Ministro Consejero/Ministro de la Embajada del Perú en Argentina (2005-2011).
- Embajador Extraordinario y Plenipotenciario del Perú en Venezuela (2014-2017).[2]
- Embajador Extraordinario y Plenipotenciario del Perú en Surinam, con residencia en Venezuela (2015-2017).
- Embajador Extraordinario y Plenipotenciario del Perú en Guyana, con residencia en Venezuela (2016-2017).
- Embajador Extraordinario y Plenipotenciario del Perú en Panamá (2017-2019).
- Embajador Extraordinario y Plenipotenciario del Perú en Panamá (2022-    ).
- Embajador Extraordinario y Plenipotenciario del Perú en Jamaica, con residencia en Panamá (2024-    ).
- Embajador Extraordinario y Plenipotenciario del Perú en Bahamas, con residencia en Panamá (2025-    ).

### Por elección de los miembros
Adicionalmente, en cargos por elección, se ha desempeñado como:
- Relator del Consejo Directivo de la Organización Internacional para las Migraciones – OIM (1992).
- Vicepresidente y, posteriormente, Presidente Interino de la Convención de Viena para la Protección de la Capa de Ozono (1993-1996).[3]
- Vicepresidente del Consejo Latinoamericano del Sistema Económico Latinoamericano y del Caribe – SELA (2016-2017).

## Comisiones y Conferencias
Ha participado como delegado y representante del Perú en numerosas reuniones y conferencias de carácter internacional.
En calidad de conferencista, ha disertado en las siguientes instituciones académicas:
I ) Escuela Superior de Guerra Aérea del Perú.
II) Escuela Conjunta de las Fuerzas Armadas del Perú.
III) Universidad de Piura, Perú.
IV) Universidad de Palermo, Argentina.
V) Universidad Central de Venezuela.

## Reconocimientos
- Orden de San Gregorio Magno en el grado de Comendador, con placa de plata, Santa Sede.
- Orden Militar de Ayacucho en el grado de Gran Oficial, Perú.
- Orden Vasco Núñez de Balboa en el grado de Gran Cruz, Panamá.[4]
- Orden El Sol del Perú en el grado de Gran Cruz, Perú.
- Orden al Mérito por Servicios Distinguidos en el grado de Gran Cruz, Perú.
- Orden al Mérito del Servicio Diplomático del Perú José Gregorio Paz Soldán en el grado de Gran Cruz, Perú.